# SKU
SKU (аббр. англ. stock keeping unit «единица складского учёта») — устоявшийся международный термин, обозначающий идентификатор товарной позиции (артикул), единицу учёта запасов, складской номер, используемый на предприятии для формирования статистики по реализованным товарам/услугам. Каждой продаваемой позиции, будь то товар, вариант товара, комплект товаров (продаваемых вместе), услуга или некий взнос, назначается свой SKU. Не следует путать SKU с GTIN (Global Trade Item Number), который обозначает международный номер товарной продукции в единой международной базе товаров GS1.
SKU не всегда ассоциируется с физическим товаром, являясь скорее идентификатором сущности, представляемой к оплате. Срочная доставка, членские взносы, плата за соединение нематериальны, но могут иметь свои SKU, если по ним выставляется счёт.
SKU удобен, когда необходимо отследить статистику продаж того или иного товара, сравнить продажи различных вариантов продукта. Пусть, например, матрасы из одного материала и технологии производства продаются в вариантах: размеров 120×50 см или 110×55 см, белой, бежевой или сиреневой расцветки. Целесообразно назначить шесть разных SKU для любого возможного варианта, чтобы впоследствии можно было отследить количество продаж по каждому варианту в отдельности.